# Jesse Head
Jesse Head (Seguin, 1 september 1983) is een Amerikaans acteur.
Head begon in 1998 met acteren in de film Southern Man. Hierna heeft hij nog meerdere rollen gespeeld in films en televisieseries zoals So Little Time (2001-2002), Summerland (2004-2005) en Surf's Up (2007).

## Filmografie

### Films
Uitgezonderd korte films.
- 2013 Sa.TX - als Rory
- 2013 Easy Rider: The Ride Back – als jonge Morgan Williams
- 2011 Wisconsin Project X – als rechercheur
- 2011 Dead Space: Aftermath – als Pawling (stem)
- 2010 Firebreather – als Duncan Rosenblatt (stem)
- 2010 Norman – als Bradley
- 2007 Kush – als Bret
- 2007 Surf's Up – als stem
- 2006 The Mikes – als Ty Larocca
- 1998 Southern Man – als ??

### Televisieseries
Uitgezonderd eenmalige gastrollen.
- 2004-2005 Summerland – als Lucas – 6 afl.
- 2003 Boston Public – als Jason Porter – 2 afl.
- 2001-2002 So Little Time – als Larry Slotnick – 22 afl.
- 1999 ER – als Tommy Stevens – 2 afl.
- 1999 Katie Joplin – als Gray Joplin – 7 afl.
- 1998-1999 The Pretender – als J.R. Miller – 2 afl.

- Library of Congress Control Number: no2015085727
- Virtual International Authority File: 316745478
- WorldCat: E39PBJwhxycRYQrYYCt3BXJxDq